# Movimiento Patriótico Catalán
El Movimiento Patriótico Catalán (MPC) era una organización política de ideología españolista y de ultraderechista de Cataluña, pese a emplear parte de la retórica y símbolos propios del catalanismo.
Se le puede considerar heredero de la banda terrorista Milicia Catalana, que tuvo cierta repercusión en Cataluña, especialmente a principios de los 80 y realizó varios atentados de baja y media intensidad (fundamentalmente contra clínicas donde se practicaran abortos y también contra sedes de partidos y asociaciones independentistas) entre los que destaca la explosión el 4 de noviembre de 1989 de una bomba en la Clínica Dexeus, que destrozó su fachada. Pese a encontrarse inactiva Milicia Catalana, cuatro personas (algunas vinculadas al Movimiento Patriótico Catalán) fueron declaradas culpables de actos de terrorismo cometidos durante la madrugada del 3 de marzo de 2001 en Barcelona.
Asimismo, algunos miembros del MPC participan actualmente en la Plataforma per Catalunya.
- Datos: Q9035482